# إفكونفيغ
ifconfig هي أداة مساعدة لإدارة النظام في أنظمة تشغيل شبيه يونكس لتكوين بطاقة الشبكة .
الأداة المساعدة هي أداة واجهة سطر أوامر وتستخدم أيضًا في البرامج النصية لبدء تشغيل . العديد من أنظمة التشغيل. يحتوي على ميزات لتكوين معلمات واجهة شبكة حزمة بروتوكولات الإنترنت TCP / IP والتحكم فيها والاستعلام عنها. Ifconfig ظهر في الأصل في 4.2BSD كجزء من مجموعة توزيعة برمجيات بيركلي TCP / IP.
تتضمن الاستخدامات الشائعة لـ ifconfig تعيينعنوان آي بي و تجزئة الشبكة لواجهة الشبكة وتعطيل أو تمكين واجهة. في وقت التمهيد، تقوم العديد من أنظمة التشغيل المشابهة لـ يونكس بتهيئة واجهات الشبكة الخاصة بها باستخدام سكربت شل التي تستدعي ifconfig. كأداة تفاعلية، يستخدم مسؤولو النظام الأداة بشكل روتيني لعرض وتحليل معلمات واجهة الشبكة. يوضح المثالان التاليان إخراج الأداة عند الاستعلام عن حالة واجهة نشطة واحدة على مضيف يستند إلى لينكس (واجهة إيثرنت 0) والواجهة ural0 على تثبيت أوبن بي إس دي .

## مثال
```
 eth0      Link encap:Ethernet  HWaddr 00:0F:20:CF:8B:42

           inet addr:192.168.1.128  Bcast:  Mask:255.255.255.192

           UP BROADCAST RUNNING MULTICAST  MTU:1500  Metric:1

           RX packets:2472694671 errors:1 dropped:0 overruns:0 frame:0

           TX packets:44641779 errors:0 dropped:0 overruns:0 carrier:0

           collisions:0 txqueuelen:1000

           RX bytes:1761467179 (1679.7 Mb)  TX bytes:2870928587 (2737.9 Mb)

           Interrupt:28

```

```
 ural0: flags=8843<UP,BROADCAST,RUNNING,SIMPLEX,MULTICAST> mtu 1500

         lladdr 00:0d:0b:ed:84:fb

         media: IEEE802.11 DS2 mode 11b hostap (autoselect mode 11b hostap)

         status: active

         ieee80211: nwid ARK chan 11 bssid 00:0d:0b:ed:84:fb  100dBm

         inet 172.30.50.1 netmask 0xffffff00 broadcast 172.30.50.255

         inet6 fe80::20d:bff:feed:84fb%ural0 prefixlen 64 scopeid 0xa

```